# Symphonie no 4 d'Auerbach
Arctica
Pour les articles homonymes, voir Symphonie no 4.
La Symphonie no 4, sous-titrée Arctica est la quatrième symphonie pour piano, chœur et orchestre de la compositrice Lera Auerbach, écrite en 2019.

## Contexte et création
Lera Auerbach compose sa quatrième symphonie pour répondre à une commande de la National Geographic Society, du National Symphony Orchestra et de l'Orchestre philharmonique d'Oslo. L'œuvre est créée le 30 mars 2019 au John F. Kennedy Center for the Performing Arts de Washington avec la compositrice elle-même au piano, le Chœur de Washington et l'Orchestre symphonique national de Washington sous la direction de Teddy Abrams (en).

## Structure
L'œuvre comprend huit mouvements :
1. Solarstein – Searching for North Angakok’s First Flight: Beyond Dreaming
2. Magic Incantation: Spirits of Light Angakok’s Second Flight
3. Magic Incantation: The Spirit of the Wind Angakok’s Third Flight
4. Dance of the Men-Bears  Angakok’s Fourth Flight
5. Dance-Duel of the Women-Foxes Angakok’s Fifth Flight: Lament for Mistaking Wife for a Fox
6. Magic Incantation: The Spirit of the Moon Angakok’s Sixth Flight: The World of the Dead
7. Magic Incantation: The Great Sedna (The Spirit of the Sea)
8. Arctica – The Crystal Mirror